# كيلسي كامبل
كيلسي كامبل (بالإنجليزية: Kelsey Campbell)‏ هي مصارعة الهواة أمريكية، ولدت في 5 يونيو 1985 في أنكوريج في الولايات المتحدة.

## وصلات خارجية
- كيلسي كامبل على موقع قاعدة بيانات المصارعة الدولية (الإنجليزية)
- كيلسي كامبل على موقع أوليمبيديا (الإنجليزية)